# شهرستان چیتره
شهرستان چیتره (به اسپانیایی: Distrito de Chitré) یک منطقهٔ مسکونی در پاناما است که در استان اررا واقع شده‌است. شهرستان چیتره ۹۱ کیلومتر مربع مساحت و ۴۲٬۴۶۷ نفر جمعیت دارد.